# Муха яблунева
Муха яблунева (Rhagoletis pomonella) — вид двокрилих комах з родини осетниць (Tephritidae).

## Поширення
Батьківщиною виду є східні штати США та північний схід Канади. З 1950-х років почав траплятися у західних штатах США. Карантинний вид у більшості країнах світу, включаючи і Україну.

## Опис
Дорослі самиці завдовжки близько 6 мм. Розмах крил у середньому становить 12 мм. Тіло блискучого чорного кольору з білими плямами. Мухи мають зелені очі й білу смужку на кожній стороні грудної клітки. Черевце блискуче чорне з чотирма однорідними білими смугами. Коли яйцеклад не використовується, він повністю втягується в черевну порожнину. Яйцеклад рогоподібний, твердий, хітиновий. Самці схожі на самиць, але менші, завдовжки 4–5 мм; на черевці видно лише п'ять із семи сегментів (шостий і сьомий втягуються під п'ятий). Шостий і сьомий сегменти містять хітинний каркас, який підтримує довгий спіральний (у згорнутому вигляді) хітиновий пеніс, який закінчується спіральною щіткою з численними жорсткими волосками.
Личинка білого або кремового кольору, але якщо вона їсть зелену м'якоть біля шкірки плоду, зелений колір проступає крізь шкірку. Довжина личинок від 7 до 8,5 мм, а ширина від 1,75 до 2 мм.

## Спосіб життя
Історично кормовою рослиною мухи був дикий глід (Crataegus spp.), але в середині 1800-х років, коли яблуня (Malus spp.) була завезена в Північну Америку, шкідник перекинувся на неї. Личинки також вражають персик, грушу, вишню, сливу, чорноплідну горобину, журавлину, кизил і плоди троянд Rosa rugosa і Rosa carolina, але не завдають тим видам серйозної шкоди.
Влітку мухи відкладають яйця на незрілі плоди глоду, шипшини або яблуні, з яких через п'ять-десять днів вилуплюються личинки. Личинки живуть у зелених плодах до дозрівання і падіння на землю. Потім личинки йдуть під землю, щоб залялькуватися. Дорослі особини яблуневої мухи вилуплюються з лялечок наступної весни. Однак завжди є кілька тварин, які вилуплюються аж в наступному році.